# Хинвиль
Хинвиль (нем. Hinwil) — коммуна в Швейцарии, окружной центр, находится в кантоне Цюрих.
Входит в состав округа Хинвиль. Население составляет 9774 человека (на 31 декабря 2007 года). Официальный код — 0117.

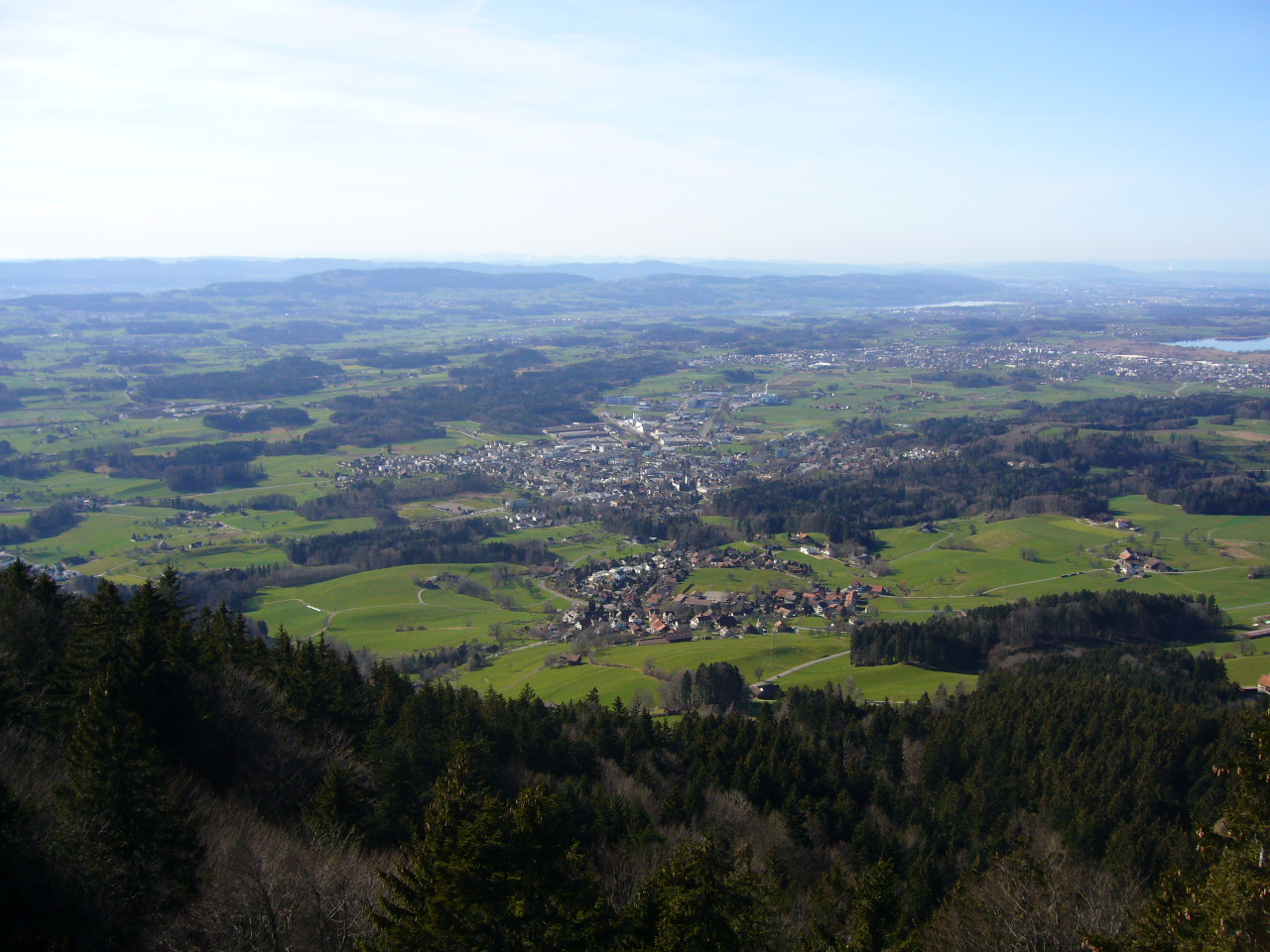
Хинвиль

## Интересные факты
- В Хинвиле находится мануфактура автогоночной команды Sauber.